# Xavier Mellery

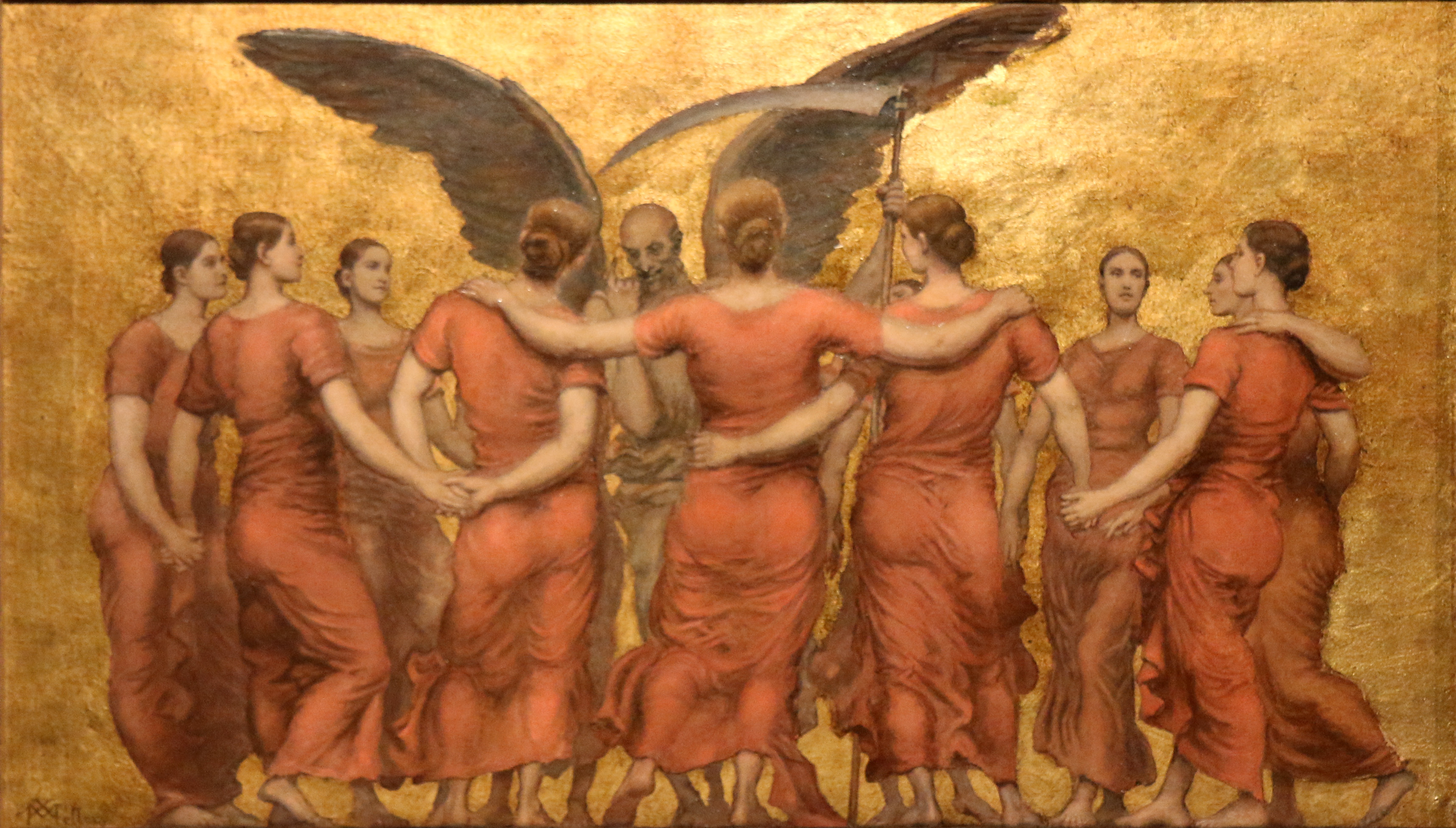
Las horas (La eternidad y la muerte) (1890), Museos Reales de Bellas Artes de Bélgica, Bruselas

Xavier Mellery (Laeken, 9 de agosto de 1845-ibídem, 4 de febrero de 1921) fue un pintor simbolista belga. 

## Biografía
Estudió en la Académie royale des beaux-arts de Bruselas, donde fue discípulo de Jean-François Portaels (1860-1867). En 1870 ganó el Premio de Roma, gracias al que amplió su formación en Italia, donde recibió la influencia de la escuela veneciana —especialmente Carpaccio— y del Miguel Ángel de la Capilla Sixtina. En su etapa inicial recibió la influencia también de Charles de Groux y Henri Leys.
De vuelta a su país, recibió el encargo de ilustrar una obra de Charles de Coster, para lo que se retiró a la isla holandesa de Marken, donde aprendió a valorar el silencio y la soledad, una predisposición anímica que denominó «el alma de las cosas» y que pretendió reflejar en su arte, especialmente en un tipo de escenas de interior casi vacías en las que cobra relevancia el juego de valores cromáticos (Interior de cocina, 1890, Museo Real de Bellas Artes de Amberes).
Desde 1885 practicó la pintura mural, con imágenes alegóricas que recuerdan la obra de Pierre Puvis de Chavannes. Su estilo era severo e intimista, en ocasiones cercano al expresionismo, con temáticas que evocan el misterio y la poesía, como se aprecia en sus series La vida de las cosas y El alma de las cosas. Solía trabajar en sepia sobre fondo de oro. Practicó también la aguada, sobre fondo de oro o plata. Fue también un excelente dibujante, principalmente con lápiz conté.
Junto a Constantin Meunier ilustró el libro Bélgica de Camille Lemonnier.
Fue miembro del grupo artístico Les Vingt y expuso en el Salon de la Rose+Croix. Fue el maestro de Fernand Khnopff.
Tiene obra en las mayoría de museos de Bélgica: Bruselas, Amberes, Gante, Ixelles y Mons.